# Distanzstein (Gernröder Weg, Quedlinburg)

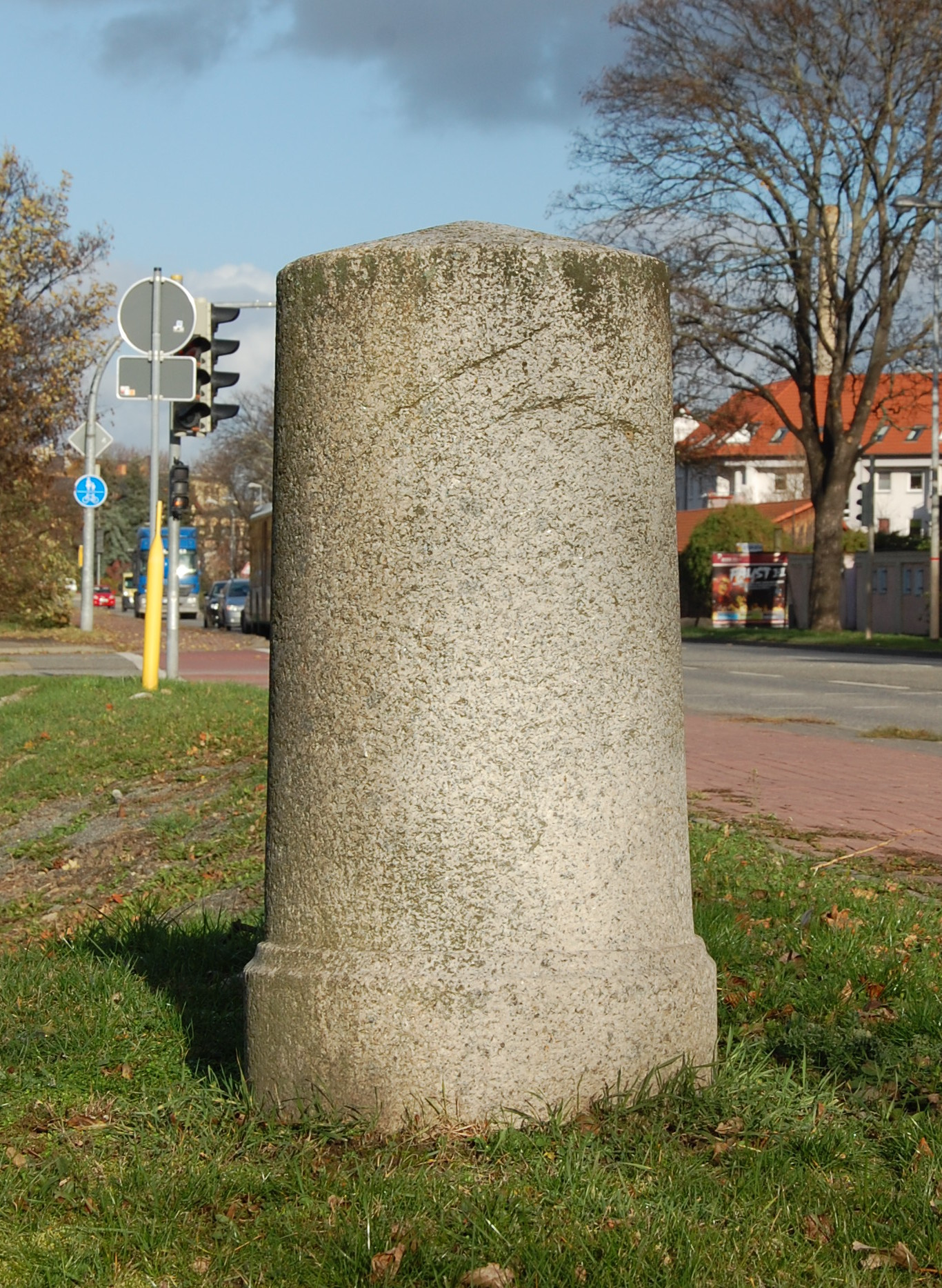
Distanzstein

Der Distanzstein am Gernröder Weg ist ein denkmalgeschützter Distanzstein in Quedlinburg in Sachsen-Anhalt.

## Lage
Der im Quedlinburger Denkmalverzeichnis eingetragene Distanzstein befindet sich am westlichen Fahrbahnrand des Gernröder Wegs, etwas südlich der Einmündung des Neinstedter Feldweges.

## Anlage und Geschichte
Der preußische Rundsockelstein wurde in der Zeit um 1835 aufgestellt. Die von Quedlinburg nach Süden nach Gernrode führende Kunststraße war 1833 angelegt worden. Der Stein diente als Vermessungs- und Wegemarkierung an der neu errichteten Straße.
Anfang des 21. Jahrhunderts wurde der Stein neu gesetzt, der seit dem etwas höher aus dem Erdreich herausragt, als dies Ende des 20. Jahrhunderts der Fall war.